# Zaza (cartoonist)
Zaza (pseudoniem van Klaas Storme; Oostende, 1 mei 1967) is een Belgische cartoonist.
In 2013 ontving hij de prijs voor de beste strip van de cultuur- en mediasite Cutting Edge.

## Loopbaan
Zaza had als kind al interesse voor tekenen, maar begon niet als cartoontekenaar. Hij zat op een college waar creativiteit niet werd aangemoedigd en studeerde eerst filosofie aan de KU Leuven.
Daarna ging hij als leraar godsdienst aan het werk. In zijn studententijd tekende hij onder het pseudoniem Flock weleens figuurtjes voor de Leuvense Campuskrant, waarna De Standaard hem vroeg om de multimedia-artikelen te illustreren. Hierdoor maakte Zaza de overstap naar het tekenvak, maar deed dit aanvankelijk naast zijn werk in het onderwijs. Toen hij in 1999 huistekenaar van De Standaard werd, gaf hij het onderwijs op. Op 6 april 1996 verscheen zijn eerste cartoon in De Standaard. Van 1996-2012 was hij huiscartoonist van deze krant. 
Op 28-jarige leeftijd kocht Zaza een fax en dat veranderde naar eigen zeggen zijn leven.
In 2013 maakte hij een overstap naar het tijdschrift Knack.
In 2018 werd Zaza huiscartoonist bij De Morgen.

## Verzameld werk
- Computercartoons (2000)
- Jonge sla (2001)
- Kritik der unreinen Vernunft (2002)
- De wijze mongool (2004)
- De comeback van de sanseveria (Zaza gravures, deel 1) (2013)
- Snotapen (kinderboek) (2015)
- Het geheim van het konijn (Zaza gravures, deel 2) (2016)
- Snotapen 2 (kinderboek) (2017)
- De eeuw van de walrus (Zaza gravures, deel 3) (2018)